# Il ragazzo di Ebalus
Il ragazzo di Ebalus è un film del 1984 diretto da Giuseppe Schito.

## Trama
Durante gli "anni di piombo" uno studente si avvicina ai gruppi terroristici extraparlamentari, ma capisce che deve allontanarsi da quegli ambienti e viene braccato sia dai suoi ex compagni che dalla polizia.